# Truppenfahne

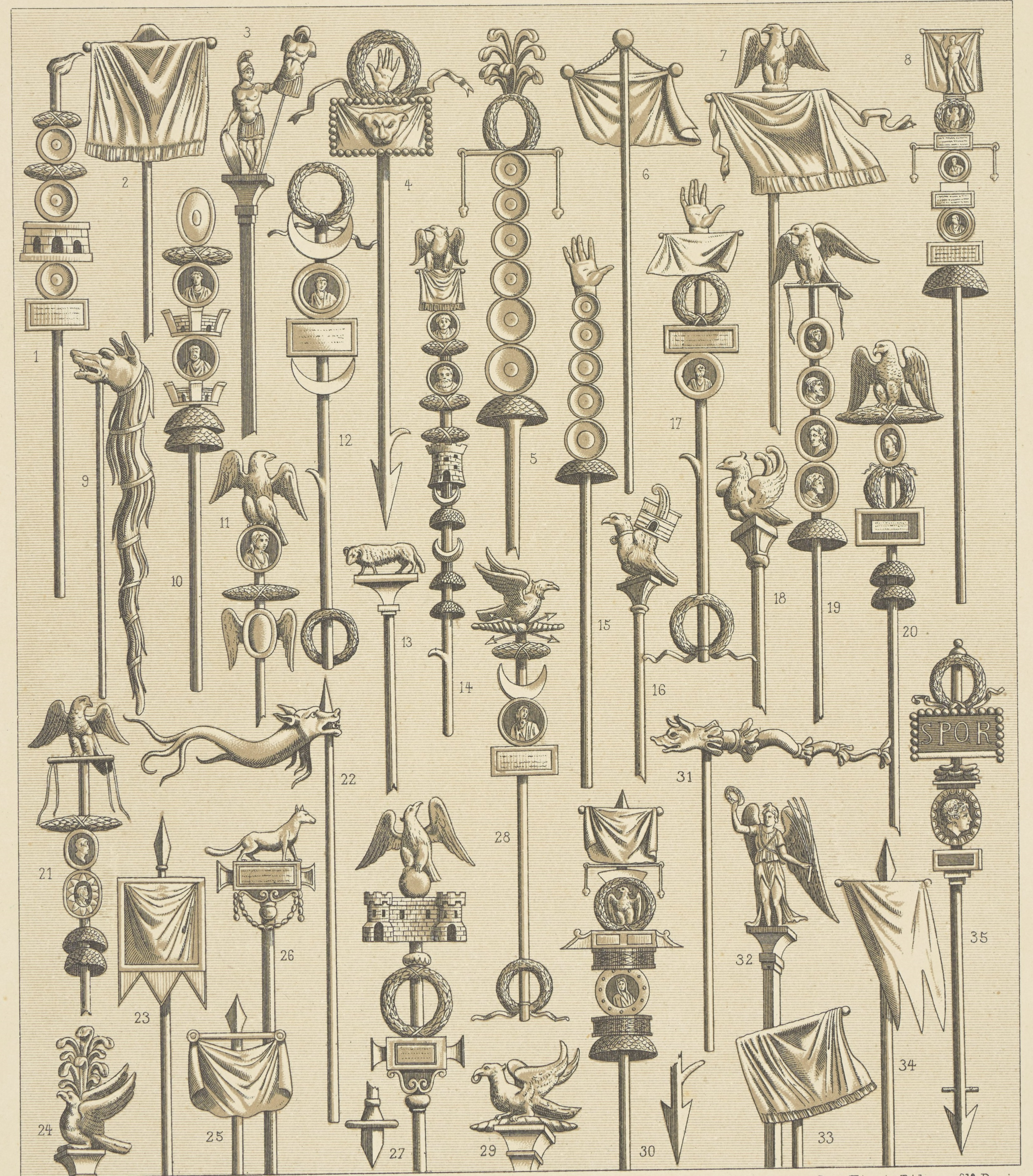
Römische Standarten (A. Racinet)

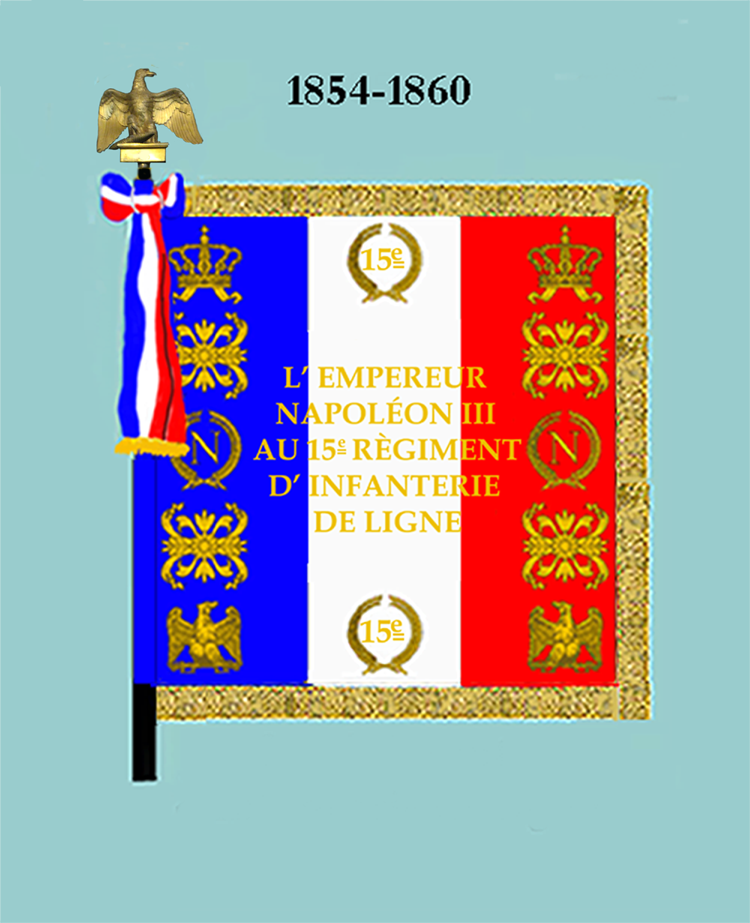
Französischer Standartenadler (Aigle de drapeau) auf einer Truppenfahne Modell 1854 des 15. Infanterieregiment

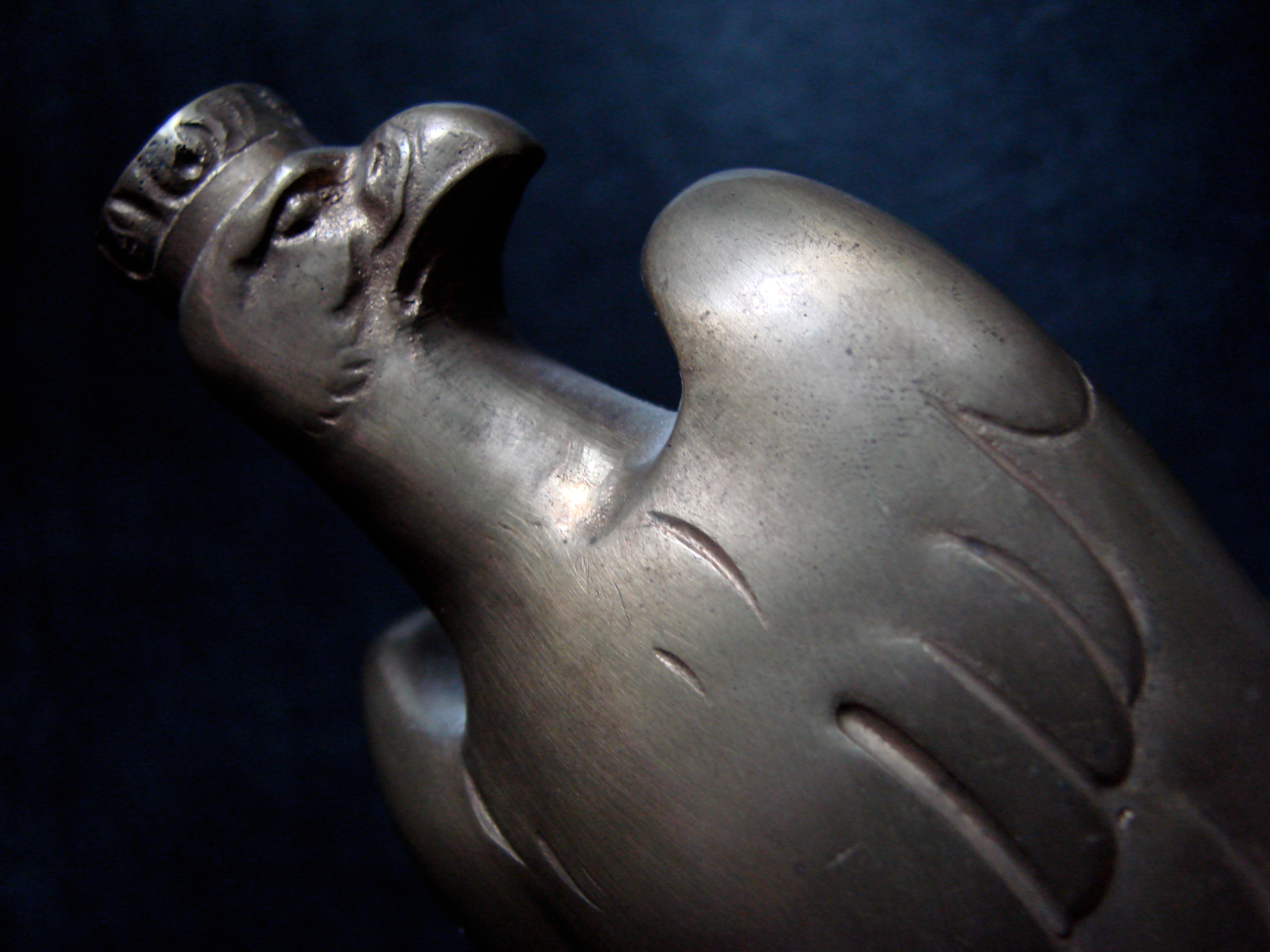
Fahnenspitze – Preußen – Adler mit Krone

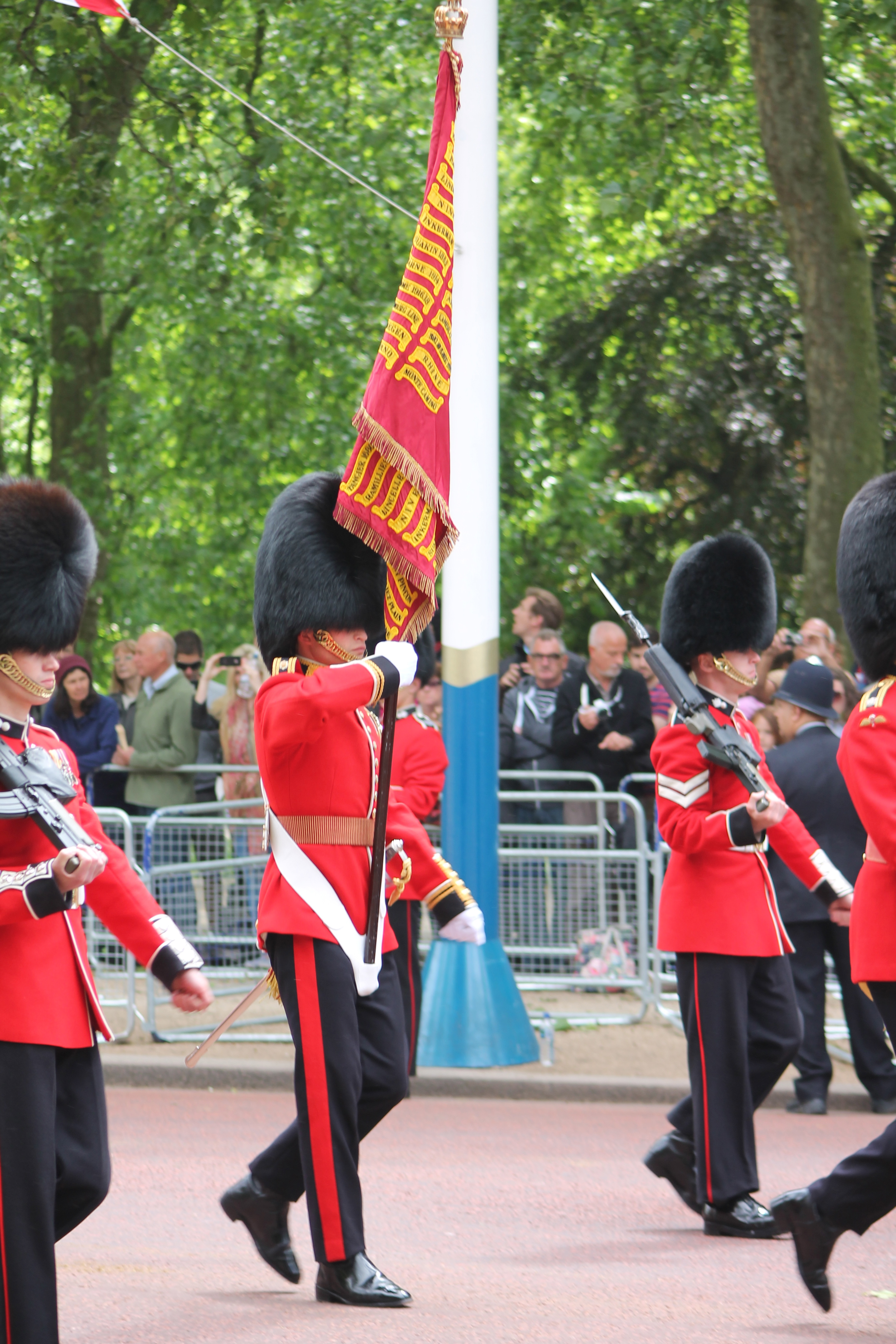
Ein Fähnrich (Ensign) der Grenadier Guards beim Tragen der Queen’s Colour.

Eine Truppenfahne ist ein Feldzeichen, das von militärischen Einheiten als Kennzeichnung geführt wird.
Zu unterscheiden sind hier Fahnen und Standarten berittener bzw. motorisierter Truppen.
Im Gegensatz zur Flagge ist eine Fahne oder Standarte ein Stück Tuch, das fest an einem Fahnenstock befestigt ist. Eine Fahne kann nicht gehisst oder niedergeholt werden.

## Geschichte
Schon aus der Zeit der Antike kennt die Militärgeschichte das Feldzeichen, das symbolhaft für einen bestimmten Truppenteil stand und auf Feldzügen und in der Schlacht mitgeführt wurde. Im alten Rom führten die einzelnen Legionen einen Adler auf einer Stange mit sich, an der Erinnerungsplaketten und Auszeichnungen angebracht wurden. Im Mittelalter wurden Fahnen mit Farben und Wappen zum wichtigen Erkennungsmerkmal in der Schlacht, da man Freund und Feind aufgrund fehlender einheitlicher Kleidung (Uniform) noch nicht unterscheiden konnte. Im Gefecht wurden die Fahnen stets von dem jüngsten Offizier, dem Fähnrich begleitet. Er hatte dafür zu sorgen, dass das Symbol der Einheit nicht in Feindeshand geriet.
In der Neuzeit schließlich hatte die Truppenfahne ihren festen Platz als Erkennungssymbol militärischer Verbände gefunden. Wichtig dabei ist, dass sie noch keineswegs ein allgemeines staatliches oder nationales Symbol war, sondern lediglich für eine bestimmte Einheit als Erkennungs- und Feldzeichen diente. Aufgrund ihrer bedeutenden Rolle als Mittelpunkt in der Schlacht und Orientierungshilfe für die Soldaten ihrer Einheit gewann die Fahne einen ungeheuren Nimbus. Ihr Verlust im Kampf galt als die größte Schmach, die eine Einheit treffen konnte. Oft wurde für das Erobern feindlicher Flaggen ein Preis oder Orden ausgelobt: So wurde in der britischen Armee das Erobern eines (französischen) Regimentsadlers mit einem Orden für die teilnehmende Einheit belohnt, der einen in Ketten gelegten Adler zeigte. Für direkt beteiligte Soldaten gab es oft noch weitere Auszeichnungen und Beförderungen, da der Widerstand immer besonders verbissen war und im blutigen Nahkampf endete. Eroberte Flaggen wurden oft im Triumphzug in der jeweiligen Heimat präsentiert. Manchmal wurden sie z. B. durch die Straßen der Hauptstadt geschleift, damit das einfache Volk sie beschimpfen konnte. Da das Fallen der Flagge nicht nur als Zeichen des Besiegtseins einer Einheit, sondern auch noch als höchst ehrlos galt, wurden die Flaggen getöteter Fahnenträger wieder aufgenommen, obwohl das den Soldaten selbst zum bevorzugten Ziel machte. Spätestens mit dem massenhaften Aufkommen von Schusswaffen war es lebensgefährlich, eine Flagge zu tragen. Schon im Sezessionskrieg wurde damit begonnen, die Flaggen im Kampf mehr und mehr abzuschaffen. Dennoch marschierten europäische Armeen bis nach 1914 mit ihren Truppenfahnen an der Spitze in den Ersten Weltkrieg, doch im modernen Abnutzungs- und Stellungskrieg hatte die Fahne ihre eigentliche Rolle eingebüßt. Hinter der Front blieb sie Erkennungs- und Identitätssymbol ihrer Einheiten.

## Truppenfahnen in Deutschland

### Heiliges Römisches Reich
Im Heiligen Römischen Reich deutscher Nation gab es noch keine einheitlichen Truppenfahnen. Jede Einheit trug ihre individuellen Fahnen oder Banner. Erst mit dem Aufkommen der Uniform wurden die Fahnen standardisiert.

### Preußen und Deutsches Reich

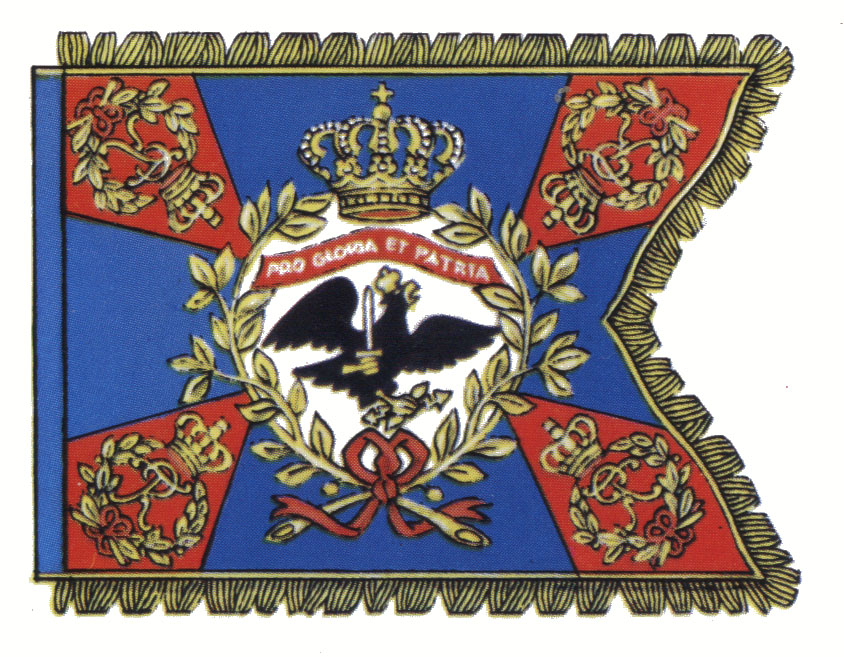
Preußische Standarte vor 1807

1713 legte Friedrich Wilhelm I. von Preußen als erster deutscher Monarch einheitliche Maße und Motive für Fahnen und Standarten seiner Truppen fest. Dieses Grundmuster sollte sich bis 1945 in allen deutschen Streitkräften, ausgenommen Österreich, durchsetzen.

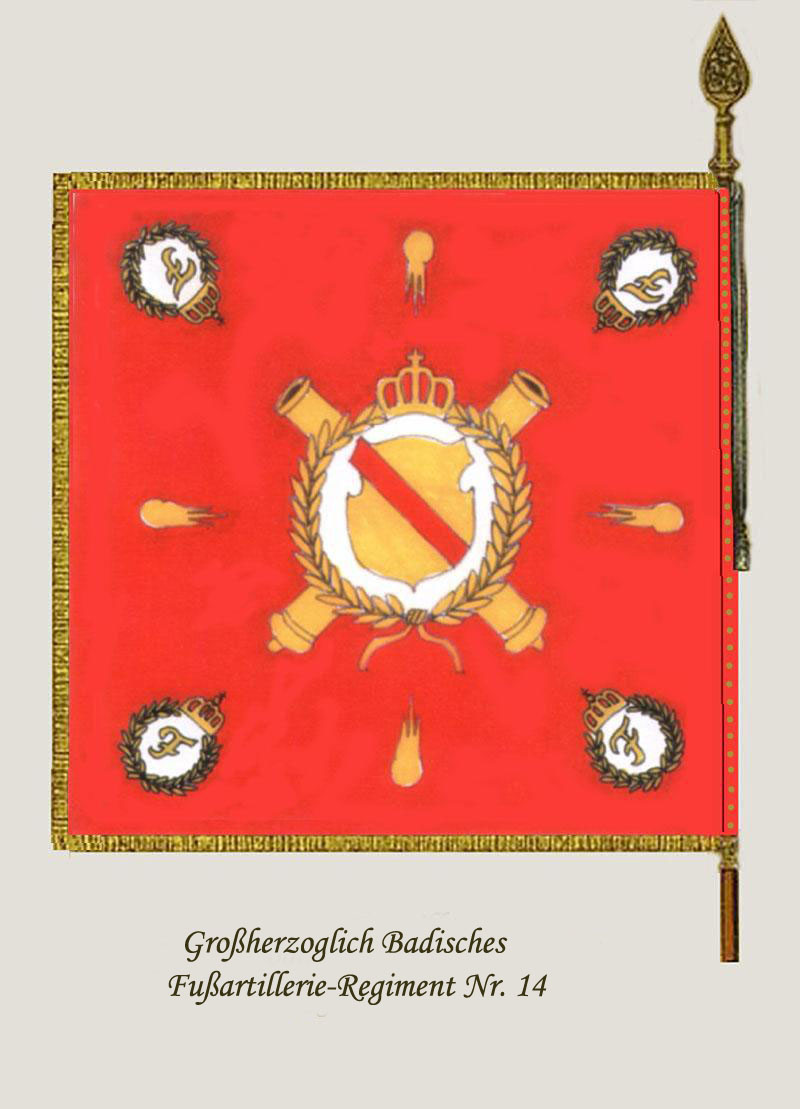
Fahne des Badischen Fußartillerie-Regiments Nr. 14 (Straßburg)

 Die Fahnentücher waren quadratisch, die Standarten etwas länger als breit und hatten einen dreieckigen Ausschnitt an der dem Stock abgewandten Seite. Beide hatten in ihrer Mitte den preußischen Adler in einem Lorbeerkranz mit Krone. In den Ecken lagen das Siegel des jeweiligen Herrschers, ebenfalls in einem Lorbeerkranz mit Krone. Außerdem wurden für die einzelnen Truppengattungen verschiedene Farben für die Grundtücher festgelegt. Der Rand war mit goldfarbenen Borten eingefasst (Fahnen der Linien-Infanterie-Regimenter der Preußischen Armee).
In Österreich wurde 1741 ebenfalls eine Truppenfahne eingeführt, die sich aber von der preußischen unterschied. Diese waren etwas länger als breit und hatte bei gelbem Fahnentuch in ihrer Mitte auf der Vorder- und Rückseite den österreichisch-ungarischen Doppeladler, bei weißem Fahnentuch (für die älteren Regimenter) befand sich auf der Vorderseite in der Mitte der österreichisch-ungarische Doppeladler, auf der Rückseite war die Heilige Maria im Sternenkranz abgebildet. Der Rand bestand aus einer gelb-rot-weiß-grünen Bordüre.
Nach der Gründung des Deutschen Kaiserreiches 1871 wurden die Truppenfahnen der vorherigen Armeen der Bundesstaaten weitergeführt. 1899 stiftete Kaiser Wilhelm II. neue Fahnen als Ersatz für die z. T. unbrauchbar gewordenen alten Fahnen aus dem 18. und 19. Jahrhundert. Die Gestaltung der neuen Fahnen, die den Regimentern in den folgenden Jahren vor deren Teilnahmen beim Kaisermanöver übergeben wurden, waren korpsspezifisch gestaltet. Sie entsprachen dem alten preußischen Muster von 1713.

### Nationalsozialismus

Truppenfahne für die Infanterie

Während der Zeit des Nationalsozialismus wurden die von vielen Truppenverbänden noch benutzten Truppenfahnen und -standarten des Deutschen Kaiserreichs abgeschafft. Nachdem mit dem Reichsflaggengesetz vom 15. September 1935 die Hakenkreuzflagge als einzig gültige Nationalflagge festgelegt worden war, wurde mit Dekret vom 16. März 1936 die Wiedereinführung von Truppenfahnen angeordnet. Die meisten dieser Fahnen wurden in den Jahren 1936 und 1937 offiziell übergeben; es kann davon ausgegangen werden, dass bis zum Kriegsbeginn im Jahre 1939 alle bestehenden Einheiten mit entsprechenden Fahnen ausgestattet worden waren. Auch diese Fahnen entsprachen bis auf die Symbolik dem alten preußischen Muster.
Die Waffen-SS erhielt eigene Truppenfahnen, bei den SS-Stammeinheiten wurde die SS-Standarte als Truppensymbol übernommen. Bei ausländischen SS-Einheiten wurden z. T. Fahnen eingeführt, die sich entweder an der Fahnentradition der Herkunftsländer oder den SS-Standardfahnen orientierten.
Auch die Polizeien erhielten 1933 eigene Truppenfahnen, die an die der Wehrmacht angelehnt waren. Sie wurden 1937 durch Standortfahnen ersetzt.
Gegen Ende des Zweiten Weltkriegs wurden in Deutschland die einzelnen Truppen- und Regimentsfahnen durch die einheitliche Reichskriegsflagge ersetzt. Die Fahnen der einzelnen Einheiten wurden eingezogen und an sicherem Ort verwahrt. Hintergrund war: Dem Feind war es gelungen, einige Fahnen der Wehrmacht und der Waffen-SS zu erbeuten.

### Die Truppenfahnen der NVA
Die NVA erhielt bereits bei ihrer Gründung am 1. März 1956 die ersten Truppenfahnen. Im Gegensatz zur Bundeswehr fand hier keinerlei Diskussion über die Fortführung der Tradition von Truppenfahnen statt. Zur Unterscheidung von den Fahnen des Nationalsozialismus wurde eine wesentlich veränderte Form der Truppenfahne gewählt.
Die Fahnen der NVA waren einheitlich gestaltet. Sie bestanden aus einem Tuch mit den Farben Schwarz-Rot-Gold und dem Wappen der NVA im Längen-Breiten-Verhältnis von 4:3. Das Wappen der NVA bestand aus dem Staatswappen der DDR, eingefasst in einen roten Kreis mit der Aufschrift Für den Schutz der Arbeiter-und-Bauern-Macht sowie einem Lorbeerkranz. Oberhalb des Staatswappens befand sich auf schwarzem Untergrund eingestickt die taktische Bezeichnung der Einheit, Einrichtung oder des Truppenteils. Der Rand war mit goldfarbenen Borten eingefasst, und das Tuch war an einem schwarz lackierten Fahnenstock aus Holz befestigt. Das obere Ende des Stockes bildete eine 33 cm hohe Vollmetallspitze. Weitere Bestandteile der Truppenfahne waren das Säkularband, der Fahnenschuh und die Schnurbanderole. Bis in die 70er Jahre hinein war die Truppenfahne aus Seide gefertigt, danach erfolgte die Herstellung aus leichterem Polyamidfaserstoff. Die Fahnenschleifen hatten eine Länge von ca. 1 Meter und 20 cm Breite.

Truppenfahne der NVA
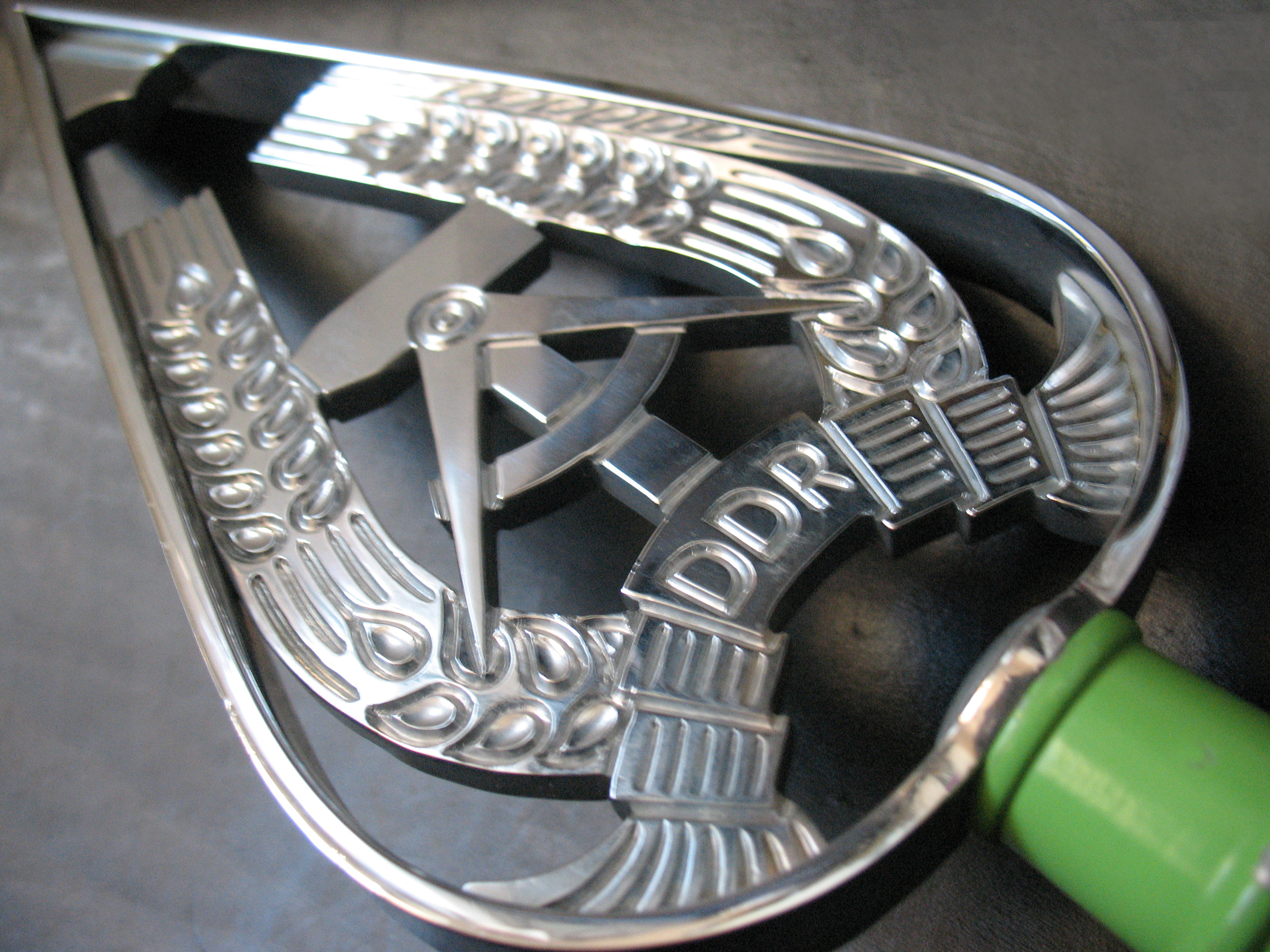
Fahnenspitze einer kasernierten Einheit des MdI; die NVA nutzte die gleiche Spitze in Gold
Hoheitszeichen der Landstreitkräfte – NVA

## Die Truppenfahnen des österreichischen Bundesheeres

Österreichisches Feldzeichen (allgemeine Seite mit Bundesadler)

Das Bundesheer führte bei seiner Gründung sog. Feldzeichen ein, die denen der alten österreichischen Armee ähnlich sind. Die Grundfarbe ist weiß, auf der Vorderseite liegt in der Mitte das Bundeswappen Österreichs, auf der Rückseite das Wappen des Bundeslandes, in dem der Truppenteil stationiert ist. Die Bordüre ist jetzt rot.
Feldzeichen des Gardebataillons bilden hiervon eine Ausnahme und sind, im Stile der k.u.k. Feldzeichen, auf der einen Seite mit Doppeladler, auf der anderen mit dem Bildnis der Jungfrau Maria versehen. Die Grundfarbe ist leicht gelblich, die Bordüre ist in den Farben der Monarchie gehalten.
Nach österreichischer Tradition wird das Feldzeichen von dem jeweiligen Bundesland gestiftet.

### Museale Rezeption
Das Wiener Heeresgeschichtliche Museum verwaltet eine der größten Truppenfahnensammlungen der Welt. In der Dauerausstellung sind originale Stücke aus allen Epochen der Öffentlichkeit zugänglich, wobei das Schwergewicht auf der Kaiserlichen Armee bzw. der späteren Gemeinsamen Armee, k.k. Landwehr, k.u. Landwehr und der Marine liegt. Besondere Stücke: die 1683 vor Wien erbeutete türkische Standarte (Sancak-i Şerif), Fahnen aus der Trauerdekoration des Prinzen Eugen von Savoyen (1736), die Standarte des Dragonerregiments „Eugen Prinz von Savoyen“ (1711), die Österreichische Infanteriefahne Muster 1743, die Fahne des königlich-preußischen 17. Feldregiments aus der Zeit König Friedrichs II. sowie der Prototyp einer k.u.k.-Infanterieregimentsfahne von 1915.